# Double négation (linguistique)
 (juin 2019).
Si vous disposez d'ouvrages ou d'articles de référence ou si vous connaissez des sites web de qualité traitant du thème abordé ici, merci de compléter l'article en donnant les références utiles à sa vérifiabilité et en les liant à la section « Notes et références ».
Une double négation est un procédé rhétorique dans lequel deux mots négatifs se combinant mutuellement sont utilisés. Il existe dans de nombreuses langues du monde. Selon la langue, des phrases à négation double peuvent être utilisées pour exprimer des significations négatives ou positives. Son usage en français permet d'apporter des nuances par rapport à une formulation entièrement affirmative comme dans « Paul ne sait pas s'il ne va pas s'arrêter de travailler », à comparer avec : « Jacques ne sait pas s'il va s'arrêter de travailler » ; et avec : « Pierre sait qu'il va s'arrêter de travailler » ; la double négation insistant sur la lassitude de Paul.